# Никарагва на Светском првенству у атлетици у дворани 2012.
Никарагва је седми пут учествовала на Светском првенству у атлетици у дворани 2012. одржаном у Истанбулу од 9. до 11. марта. Репрезентацију Никарагве представљала је једна такмичарка, која се такмичила у трци на 60 метара.
Никарагва није освојила ниједну медаљу али је оборен лични рекорд.

## Учесници
Жене:
- Maria Inaly Morazán — 60 м

## Резултати

### Жене
| Атлетичарка         | Дисциплина | Лични рекорд | Квалификација | Квалификација | Полуфинале            | Полуфинале            | Финале                | Финале       | Детаљи |
| Атлетичарка         | Дисциплина | Лични рекорд | Резултат      | Место         | Резултат              | Место                 | Резултат              | Место        | Детаљи |
| ------------------- | ---------- | ------------ | ------------- | ------------- | --------------------- | --------------------- | --------------------- | ------------ | ------ |
| Maria Inaly Morazán | 60 м       |              | 8,29 ЛР       | 7. у гр. 1    | Није се квалификовала | Није се квалификовала | Није се квалификовала | 53 / 62 (63) |        |